# Chalaropsis
Chalaropsis — рід грибів родини Ceratocystidaceae. Назва вперше опублікована 1916 року.

## Класифікація
До роду Chalaropsis відносять 5 видів:
- Chalaropsis ovoidea
- Chalaropsis populi
- Chalaropsis populi
- Chalaropsis punctulata
- Chalaropsis thielavioides